# Radionica (tečaj)
Radionica je oblik organizirana tečaja koji vode stručnjaci. Primjeri su radionica kreativnog pisanja, izrada tradicijskih kolača,  radionica o bazi podataka i dr. Sudionici nisu samo slušači, nego i na mjestu predavanja vježbaju napraviti i popraviti ono o čemu su slušali.